# Obertura codificada

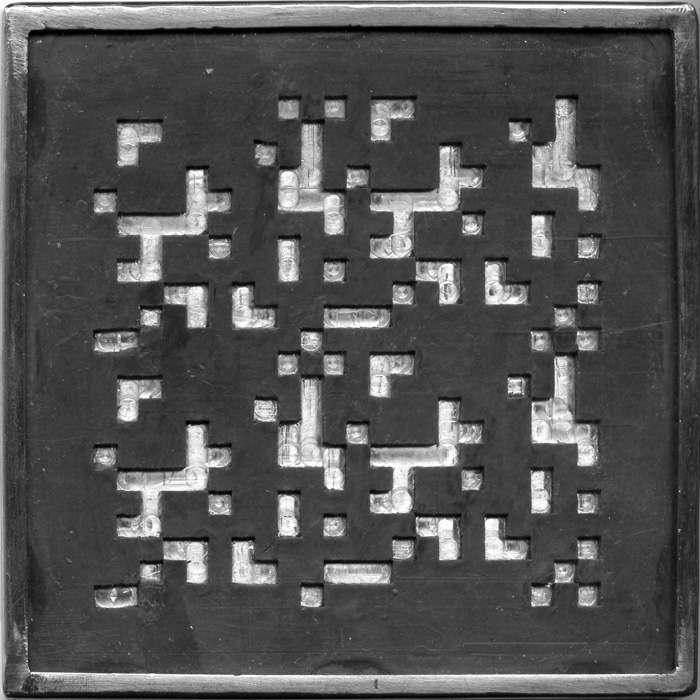
Màscara d'obertura codificada per a càmera gamma (per a SPECT)

Les obertures codificades o màscares d'obertura codificada són quadrícules, reixes o altres patrons de materials opacs a diverses longituds d'ona de radiació electromagnètica. Les longituds d'ona solen ser radiacions d'alta energia com ara raigs X i raigs gamma. Una "ombra" codificada es projecta sobre un avió bloquejant la radiació en un patró conegut. Les propietats de les fonts de radiació originals es poden reconstruir matemàticament a partir d'aquesta ombra. Les obertures codificades s'utilitzen en sistemes d'imatge de raigs X i gamma, perquè aquests raigs d'alta energia no es poden enfocar amb lents o miralls que funcionen per a la llum visible.

Simplified principle of operation of a HURA hexagonal coded aperture mask used in the SPI instrument of the INTEGRAL space telescope

## Justificació
Les imatges es fan normalment a longituds d'ona òptiques utilitzant lents i miralls. Tanmateix, l'energia dels raigs X durs i dels raigs γ és massa alta per ser reflectida o refractada, i simplement passa a través de les lents i miralls dels telescopis òptics. Per tant, sovint s'utilitza la modulació d'imatge per obertures. La càmera estenopeica és la forma més bàsica d'aquest tipus d'imatge de modulació, però el seu desavantatge és el baix rendiment, ja que la seva petita obertura permet passar poca radiació. Només una petita fracció de la llum passa a través del forat, la qual cosa provoca una relació senyal-soroll baixa. Per resoldre aquest problema, la màscara pot contenir molts forats, en un dels diversos patrons particulars, per exemple. Múltiples màscares, a diferents distàncies d'un detector, afegeixen flexibilitat a aquesta eina. Concretament, el col·limador de modulació, inventat per Minoru Oda, es va utilitzar per identificar la primera font còsmica de raigs X i, per tant, llançar el nou camp de l'astronomia de raigs X el 1965. Des de llavors han aparegut moltes altres aplicacions en altres camps, com la tomografia.
En una obertura codificada més complicada que una càmera estenopeica, les imatges de múltiples obertures es superposaran a la matriu de detectors. Per tant, és necessari utilitzar un algorisme computacional (que depèn de la configuració precisa de les matrius d'obertura) per reconstruir la imatge original. D'aquesta manera es pot aconseguir una imatge nítida sense lent. La imatge es forma a partir de tota la matriu de sensors i, per tant, és tolerant a errors en sensors individuals; d'altra banda, accepta més radiació de fons que una imatge d'òptica d'enfocament (per exemple, un telescopi refractiu o reflector) i, per tant, normalment no s'afavoreix a les longituds d'ona on es poden aplicar aquestes tècniques.
La tècnica d'imatge d'obertura codificada és una de les primeres formes de fotografia computacional i té una forta afinitat amb l'interferometria astronòmica. La codificació d'obertura va ser introduïda per primera vegada per Ables i Dicke i més tard popularitzada per altres publicacions.
Els diferents patrons de màscara presenten diferents resolucions d'imatge, sensibilitats i rebuig del soroll de fons, així com simplicitats i ambigüitats computacionals, a part de la seva relativa facilitat de construcció.
- FZP = Placa de zona de Fresnel
- ORA = Patró aleatori optimitzat
- URA = Matriu uniformement redundant
- HURA = Matriu hexagonal uniformement redundant
- MURA = Matriu Uniformly Redundant Modificat
- Levin[4]